# 阿罗约多帕德雷
阿罗约多帕德雷是巴西南大河州的一个市镇。总面积124.321平方公里，总人口2734人，人口密度22人/平方公里。